# Prud'homme (Saskatchewan)
Pour les articles homonymes, voir Prud'homme.
Prud'homme est un village francophone de la Saskatchewan (province occidentale du Canada) située dans une région de buttes entre Humboldt, Saskatoon et Batoche.    
Ce village changea de nom cinq fois entre 1897 et 1922: Bluebell Ranch, Marcotte's Crossing, Lally's Siding, Howell, Prud'homme. 
La population est composée de Fransaskois, ainsi que de plusieurs familles de cultures hongroises, ukrainiennes et polonaises. 
Le français et l'anglais sont des langues quotidiennes. 

## Historique
Joseph Marcotte est le premier pionnier à venir établir un ranch dans la région en 1897 (Territoires du Nord-Ouest).  
Fondé près des buttes Minichinas Hills (ou buttes Sage Hills), le village est d'abord connu sous le nom de Bluebell Ranch, puis sous celui de Marcotte's Crossing.  
Deux ans plus tard, le nom change à Howell (nom de l'avocat de la famille Marcotte) mais en 1922 le médecin du village, Dr. Lavoie, envoie un message à Ottawa pour leur avertir qu'un nom francophone a été choisi: Prud'homme (à l'honneur de l'évêque du diocèse, Mgr Joseph H. Prud'homme). 
Le village changera de nom plusieurs fois avant de devenir officiellement Prud'homme en 1922. 
La communauté se développe surtout grâce à l'exportation de l'agriculture céréalière. 

## Démographie
| 2001 | 2006 | 2011 | 2016 |
| ---- | ---- | ---- | ---- |
| 203  | 167  | 172  | 167  |

## Économie
L'économie de la région de Prud'homme est surtout basée sur la production agricole et comprend quelques entreprises agroalimentaires tels que Leray Gardens. 

## Éducation
En 1905, les Filles de la Providence établissent leur couvent et siège social. L'institution offre une éducation française à plusieurs générations de francophones de la région et d'ailleurs. En 1955, le siège social des sœurs déménage à Prince Albert et le couvent ferme ses portes à la fin des années 1970.  
L'École Providence offre une éducation fransaskoise depuis les années 1980 dans le village de Vonda.

## La Trinité
Prud'homme fait partie de la région de La Trinité, qui compte trois paroisses catholiques françaises en proximité: St-Denis, St-Philippe-de-Néri (Vonda) et Saints-Donatien-et-Rogatien (Prud'homme) et des villages tels que Dana et Bruno. Prud'homme se trouve à 64km au nord ouest de Saskatoon.

## Médias

### Média francophones
- 97.7 CBKF-FM Radio-Canada la Première Chaîne
- 13 CBKFT Radio-Canada télévision

#### Radio
- 860 AM CBKF

#### Télévision
- 2 CBKF Radio-Canada

#### Journaux
- l'Eau vive , hebdomadaire provincial
- Info SVP, bulletin bilingue

## Attractions touristiques
- Musée multiculturel de la Providence
- Champêtre County

## Personnages célèbres
- Maurice Baudoux  (1902-1988) curé de Prud'homme, évêque de Saint-Boniface, archevêque de Saint-Paul.
- Cora Poilièvre, artiste visuelle et romancière.
- D.F. Bienvenu, (1985- ) écrivain et blogueur.
- Jeanne Sauvé (1922-1993), gouverneure générale du Canada